# Tiberio Sempronio Gracco (console 177 a.C.)
Tiberio Sempronio Gracco (220 a.C. – 154 a.C.) è stato un militare e politico romano della Repubblica.

## Biografia
Fu il padre di Tiberio e di Gaio Sempronio Gracco.
Tribuno della plebe nel 187 a.C. o nel 184 a.C., pose il veto a che i fratelli Scipione Africano e Scipione Asiatico fossero giudicati dell'accusa di essersi appropriati di una grande somma che sarebbe stata a loro versata dal re Antioco III dopo la sconfitta di Magnesia. Acquisita così la riconoscenza dell'importante famiglia degli Scipioni, verso il 175 sposò la figlia dell'Africano, Cornelia. Ne ebbe 12 figli dei quali raggiunsero l'età adulta solamente Tiberio, Gaio e Sempronia, quest'ultima andata successivamente in sposa a Publio Cornelio Scipione Emiliano.
Edile nel 182, nel 180 fu pretore con l'assegnazione della provincia della Spagna Citeriore: in quell'occasione ricercò una politica di buoni rapporti con i Celtiberi, con i quali concluse un trattato di pace nel 178; pur non avendo ottenuto nessuna vittoria militare di rilievo, gli fu concesso il trionfo a Roma e l'elezione al consolato l'anno successivo.
Nel 170 acquistò la casa di Scipione Africano, che sorgeva nel Foro dove successivamente egli fece costruire anche la Basilica Sempronia, demolita più di un secolo dopo per far posto alla Basilica Iulia voluta da Giulio Cesare. Censore nel 169 con Gaio Claudio Pulcro, entrambi si dimostrarono particolarmente severi, sia controllando che non vi fossero favoritismi nella concessione degli esoneri dal servizio militare - era il tempo della terza guerra macedonica - che nella concessione degli appalti pubblici.
Nel 163 a.C. fu eletto al consolato per la seconda volta con una campagna elettorale ricordata dai romani come la più dispendiosa; morì intorno al 154, così che spettò alla moglie Cornelia l'educazione dei figli rimasti orfani ancora giovanissimi.